# Lista de prefeitos de Analândia
Esta é a lista de prefeitos e vice-prefeitos do município de Analândia, estado brasileiro de São Paulo
| Nº | Nome                               | Imagem                           | Partido                                          | Vice-prefeito                    | Início do mandato      | Fim do mandato                                         | Observações                                    |
| —  | Major Francisco de Camargo Abreu   |                                  | Aliança Liberal AL                               | —                                | 9 de outubro de 1930   | 31 de dezembro de 1947                                 | Intendente                                     |
| —  | João Martins Ferreira Junior       |                                  | Partido Social Democrático PSD                   | —                                | 31 de dezembro de 1947 | 30 de janeiro de 1950                                  | Prefeito eleito por sufrágio universal         |
| —  | Daniel Antônio Wilpert             |                                  | União Democrática Nacional UDN                   | —                                | 30 de janeiro de 1950  | 15 de março de 1952                                    | Prefeito eleito por sufrágio universal         |
| —  | Sirio João Bertoli                 |                                  | Partido Social Progressista PSP                  | —                                | 15 de março de 1952    | 15 de março de 1955                                    | Prefeito eleito por sufrágio universal         |
| —  | Daniel Antônio Wilpert             |                                  | União Democrática Nacional UDN                   | —                                | 15 de março de 1955    | 15 de março de 1958                                    | Prefeito eleito por sufrágio universal         |
| —  | Ricardo Gregório                   |                                  | Partido Trabalhista Nacional PTN                 | —                                | 15 de março de 1958    | 2 de abril de 1962                                     | Prefeito eleito por sufrágio universal         |
| —  | Vitorino Ferreira                  |                                  | Partido Social Progressista PSP                  |                                  | 2 de abril de 1962     | 31 de janeiro de 1965                                  | Prefeito eleito por sufrágio universal         |
| —  | Elpidio Canello                    |                                  | Aliança Renovadora Nacional ARENA                |                                  | 31 de janeiro de 1965  | 30 de janeiro de 1969                                  | Prefeito eleito por sufrágio universal         |
| —  | Ricardo Gregório                   |                                  | Aliança Renovadora Nacional ARENA                |                                  | 30 de janeiro de 1969  | 31 de janeiro de 1973                                  | Prefeito eleito por sufrágio universal         |
| —  | João Sebastião Bertoleti           |                                  | Aliança Renovadora Nacional ARENA                |                                  | 31 de janeiro de 1973  | 31 de janeiro de 1977                                  | Prefeito eleito por sufrágio universal         |
| —  | Antônio Moura, (Seu Antônio)       |                                  | Aliança Renovadora Nacional ARENA                |                                  | 31 de janeiro de 1977  | 31 de janeiro de 1983                                  | Prefeito eleito por sufrágio universal         |
| —  | Antonia Sodelli Graber             |                                  | Partido Democrático Social PDS                   |                                  | 31 de janeiro de 1983  | 31 de dezembro de 1988                                 | Prefeito eleito por sufrágio universal         |
| —  | Ney Galvão da Silva                |                                  | Partido Democrático Social PDS                   |                                  | 1º de janeiro de 1989  | 31 de dezembro de 1992                                 | Prefeito eleito por sufrágio universal         |
| —  | José Roberto Perin                 |                                  | Partido Democrático Social PDS                   |                                  | 1º de janeiro de 1993  | 31 de dezembro de 1996                                 | Prefeito eleito por sufrágio universal         |
| —  | João Sebastião Bertoletti          |                                  | Partido da Frente Liberal PFL                    |                                  | 1º de janeiro de 1997  | 31 de dezembro de 2000                                 | Prefeito eleito por sufrágio universal         |
| —  | José Roberto Perin                 |                                  | Partido da Frente Liberal PFL                    | Pedro Janei (PFL)                | 1º de janeiro de 2001  | 31 de dezembro de 2004                                 | Prefeito e vice eleitos por sufrágio universal |
| —  | José Roberto Perin                 | Amarildo Luiz Crescitelli (PSDB) | Partido da Frente Liberal PFL                    | 1º de janeiro de 2005            | 31 de dezembro de 2008 | Prefeito reeleito e vice eleito por sufrágio universal |                                                |
| —  | Luiz Antonio Aparecido Garbuio     |                                  | Democratas DEM                                   | Amarildo Luiz Crescitelli (PSDB) | 1º de janeiro de 2009  | 31 de dezembro de 2012                                 | Prefeito e vice eleitos por sufrágio universal |
| —  | Rogério Luiz Barbosa Ulson         |                                  | Partido do Movimento Democrático Brasileiro PMDB | Jairo Aparecido Mascia (PMDB)    | 1º de janeiro de 2013  | 31 de dezembro de 2016                                 | Prefeito e vice eleitos por sufrágio universal |
| —  | Jairo Aparecido Mascia             |                                  | Partido do Movimento Democrático Brasileiro PMDB | José Ângelo de Mattos (SD)       | 1º de janeiro de 2017  | 31 de dezembro de 2020                                 | Prefeito e vice eleitos por sufrágio universal |
| —  | Paulo Henrique Franceschini        |                                  | Republicanos REP                                 | Clodoaldo Guilherme (PSB)        | 1º de janeiro de 2021  | 31 de dezembro de 2024                                 | Prefeito e vice eleitos por sufrágio universal |
|    | Silvana Márcia Perin Campbell Pena |                                  | Solidariedade SDD                                | Valdemir Mascia (PSD)            | 1° de janeiro de 2025  | Atualidade                                             | Prefeita e vice eleitos por sufrágio universal |